# Ropalidia nigrita
Ropalidia nigrita är en getingart som beskrevs av Das och Gupta 1989. Ropalidia nigrita ingår i släktet Ropalidia och familjen getingar. Inga underarter finns listade i Catalogue of Life.